# Samuel Rodiles Planas
Samuel Carlos Rodiles Planas (Caimanera, Guantánamo, Cuba, 4 de octubre de 1935) es un militar cubano. General de División de las FAR, Héroe de la República de Cuba, miembro del Comité Central del Partido Comunista de Cuba y diputado a la Asamblea Nacional de Cuba.

## Biografía

### Orígenes y primeros años
Rodiles Planas nació el 4 de octubre de 1935, en la pequeña ciudad de Caimanera, en la actual Provincia de Guantánamo, en aquel entonces Provincia de Oriente. Provenía de una familia acomodada de clase media y recibió una buena educación, para la época. Hijo de un ingeniero eléctrico, cursó estudios en el Colegio "Sarah Ashhurst", conocido entonces como el Colegio Americano de Guantánamo, hoy Escuela "Rafael Orejón Forment". 
En su primera juventud, practicó deportes y fue dirigente estudiantil en el bachillerato, siendo expulsado por participar en las luchas estudiantiles revolucionarias a fines de 1952. Posteriormente, trabajó en la "Compañía Cubana de Electricidad".

### Lucha revolucionaria
En sus inicios en la Revolución, Rodiles Planas fue Jefe de acción del Movimiento 26 de julio en Guantánamo. Posteriormente fue segundo jefe (capitán) de la Columna 6 del Ejército Rebelde. Fue ascendido a Comandante del Ejército Rebelde por Fidel Castro en diciembre de 1958. 
Triunfada la Revolución cubana en enero de 1959, Rodiles Planas pasó a ser Jefe de Batallón de la Policía Nacional Revolucionaria (PNR) hacia 1962, cuando se produce la Invasión de Bahía de Cochinos. 

### Carrera militar y política
Años más tarde, fungió como Segundo jefe de la misión militar cubana en Angola y Jefe del Ejército Occidental de Cuba. 
Regresó en dos ocasiones a Angola, para luego ser designado Jefe del Estado Mayor y más tarde Jefe de la Misión Militar de Cuba. Fue Inspector Principal de las Fuerzas Armadas Revolucionarias de Cuba y Viceministro de Inspección de las Fuerzas Armadas Revolucionarias de Cuba. 
Actualmente se desempeña como Presidente de la Asociación de Combatientes de la Revolución Cubana (ACRC) y Ministro Presidente del Instituto de Planificación Física de Cuba, desde abril de 2012.